# امامزاده عبدالله (خان‌آباد)
امامزاده عبدالله (خان‌آباد)، روستایی از توابع بخش مرکزی شهرستان ملایر در استان همدان ایران است.

## جمعیت
این روستا در دهستان کوه سرده قرار دارد و براساس سرشماری مرکز آمار ایران در سال ۱۳۸۵، جمعیت آن ۳۵۳ نفر (۷۸خانوار) بوده‌است.